# 朗勒拉
朗勒拉（法語：Lanrelas，法語發音：[lɑ̃ʁəla]）是法国阿摩尔滨海省的一个市镇，位于该省东部，属于迪南区。

## 地理
朗勒拉（48°15'7"N, 2°17'38"W）面积29.4 平方千米，位于法国布列塔尼大區阿摩尔滨海省，该省份为法国西北部沿海省份，位于布列塔尼半岛北部，北濒大西洋英吉利海峡，西接菲尼斯泰尔省，南至莫尔比昂省，东临伊勒-维莱讷省。
与朗勒拉接壤的市镇（或旧市镇、城区）包括：埃雷阿克、普吕莫加特、塞维尼亚克、特雷莫雷勒、梅尔德里尼亚克。

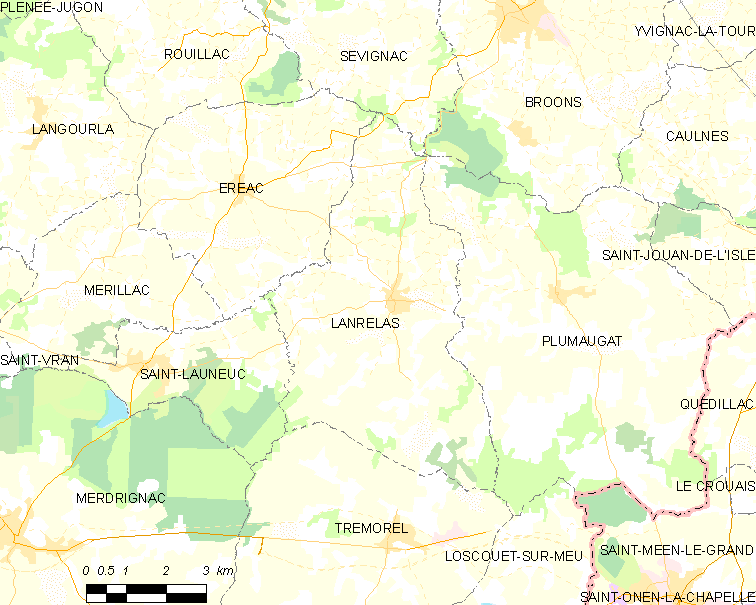
朗勒拉的OSM定位图

朗勒拉的时区为UTC+01:00、UTC+02:00（夏令时）。

## 行政
朗勒拉的邮政编码为22250，INSEE市镇编码为22114。

## 政治
朗勒拉所属的省级选区为布龙县。

## 人口

1962-2008年间朗勒拉人口变化图示

朗勒拉于2022年1月1日时的人口数量为866人。